# Sukhoi Su-1
Il Sukhoi Su-1 (in caratteri cirillici: Сухой Су-1), indicato anche come I-330 (И-330), fu un aereo da caccia d'alta quota monomotore monoplano ad ala bassa progettato dall'OKB 51 diretto da Pavel Osipovič Suchoj, sviluppato in Unione Sovietica nei primi anni quaranta e rimasto allo stadio di prototipo.
Il Su-3 (I-360) era una versione migliorata del progetto originale del Su-1.

## Storia del progetto
Nel 1939, fu affidata all'ufficio tecnico di Suchoj la progettazione di un caccia da utilizzare ad altitudini elevate. Il risultato, il Su-1, era un monoplano convenzionale con la fusoliera in legno e le ali in duralluminio. L'abitacolo non era pressurizzato. La caratteristica chiave di questo nuovo aereo era una coppia di turbocompressori TK-2 messi in funzione dai gas di scarico del motore Klimov M-105P. Il prototipo fu completato nel maggio 1940. Il suo primo volo fu effettuato il 15 giugno 1940 con il pilota A.P. Chernyavsky ai comandi. In aprile 1941, l'aereo raggiunse la velocità massima di 641 km/h a 10 000 m (32 810 ft) di quota. In ogni caso, i turbocompressori si dimostrarono inaffidabili e senza questi ultimi, l'aereo risultava inferiore al concorrente Yakovlev Yak-1.

### Su-3
Il secondo prototipo del Su-1, fu designato Su-3. La differenza dal primo prototipo risiedeva nella superficie alare ridotta a 17 m². L'aereo costruito nel 1941 non volò mai. Il progetto fu abbandonato definitivamente per via dei continui problemi dei turbocompressori TK-2.

### Velivoli comparabili
- Mikoyan-Gurevich MiG-1